# Jürgen Overhoff
Jürgen Overhoff (* 1967 in Lippstadt) ist ein deutscher Hochschullehrer und Historiker.

## Leben
Jürgen Overhoff studierte an der Freien Universität Berlin, der Technischen Universität Berlin und der London School of Economics and Political Science Neuere Geschichte, Evangelische Theologie, Philosophie und Politologie. Ein Promotionsstudium führte ihn anschließend nach Cambridge. Das Thema seiner von Quentin Skinner betreuten Dissertation war die Rezeption der Reformationstheologie in den Schriften des Philosophen Thomas Hobbes. Es ging dabei vornehmlich um Luthers Lehre von der Unfreiheit des Willens, auf die sich Hobbes dann als politischer Theoretiker einen Reim zu machen suchte.
Ab 1998 war Overhoff Wissenschaftlicher Mitarbeiter, zunächst am Institut für Geschichte der Technischen Universität Berlin, dann ab Herbst 1999 bis 2007 am Institut für Erziehungswissenschaft an der Universität Potsdam. In dieser Zeit erfolgte, gefördert durch Hanno Schmitt und Franklin Kopitzsch, die Habilitation über die Frühgeschichte des Philanthropismus, ein Thema der Bildungsgeschichte des 18. Jahrhunderts. Als Privatdozent lehrte er an der Universität Hamburg. Anschließend war er Wissenschaftlicher Mitarbeiter an der Universität Regensburg, wo er Forschungen und Veröffentlichungen zum amerikanischen und deutschen Föderalismus in der Frühen Neuzeit betrieb.
Seit 2013 ist er Professor für Erziehungswissenschaft mit dem Schwerpunkt Historische Bildungsforschung an der Westfälischen Wilhelms-Universität Münster. Seit 2014 leitet er dort die von ihm gegründete Arbeitsstelle für Deutsch-Amerikanische Bildungsgeschichte. Seit 2018 ist er zugleich Präsident der Deutschen Gesellschaft für die Erforschung des 18. Jahrhunderts. Seit 2019 ist Overhoff ordentliches Mitglied der Historischen Kommission für Westfalen. Seit 2022 ist er Generalherausgeber einer Reihe zeitlos-aktueller Werke der Pädagogik und der klassischen Erziehungsphilosophie, die anlässlich des 125-jährigen Jubiläums der Klett-Gruppe im Verlag von Klett-Cotta erscheinen.
Overhoff ist verheiratet, hat zwei Söhne und ist Mitglied von Bündnis 90/Die Grünen.

## Veröffentlichungen

### Monografien
- Hobbes’s Theory of the Will: Ideological Reasons and Historical Circumstances. Dissertation. Lanham 2000, ISBN 0-8476-9649-9.
- Die Frühgeschichte des Philanthropismus (1715–1771): Konstitutionsbedingungen, Praxisfelder und Wirkung eines pädagogischen Reformprogramms im Zeitalter der Aufklärung. Habilitationsschrift. Niemeyer, Tübingen 2004, ISBN 3-484-81026-2.
- Benjamin Franklin: Erfinder, Freigeist, Staatenlenker. Klett-Cotta, Stuttgart 2006, ISBN 3-608-94134-7; auch ins Bulgarische übersetzt: Bendžamin Franklin: otkrivatel, svobodoljubiv duch, dăržavnik. Sofia, Askoni-Izdat 2014, ISBN 978-9-5438-3074-9.
- Vom Glück, lernen zu dürfen: Für eine zweckfreie Bildung. Klett-Cotta, Stuttgart 2009, ISBN 978-3-608-94171-5.
- Friedrich der Große und George Washington: zwei Wege der Aufklärung. Klett-Cotta, Stuttgart 2011, 2. Aufl. 2012, ISBN 978-3-608-94647-5.
- Johann Bernhard Basedow: Aufklärer, Pädagoge, Menschenfreund – Eine Biografie (Hamburgische Lebensbilder; Bd. 25). Wallstein, Göttingen 2020, ISBN 978-3-8353-3619-3.

### Herausgeberschaft
- mit Vanessa de Senarclens (Hrsg.): An meinen Geist. Friedrich der Große in seiner Dichtung. Eine Anthologie. Schöningh, Paderborn 2011, ISBN 978-3-506-77307-4.
- mit Vanessa de Senarclens (Hrsg.): Werke des Philosophen von Sanssouci / Oeuvres du Philosophe de Sans-Souci. Übers. v. Hans W. Schumacher. Akademie Verlag, Berlin 2013, ISBN 978-3-05-006331-7.
- als Hrsg., mit Einleitung und Kommentar: Charles-Louis de Montesquieu: Meine Reisen in Deutschland 1728–1729. Mit einem Nachwort von Vanessa de Senarclens. Übers. v. Hans W. Schumacher. Cotta, Stuttgart 2014, ISBN 978-3-7681-9900-1.
- mit Anne Overbeck (Hrsg.): New Perspectives on German-American Educational History. Topics, Trends, Fields of Research. Verlag Julius Klinkhardt, Bad Heilbrunn 2017, ISBN 978-3-7815-2138-4.
- als Hrsg., mit Einleitung: William Penn: Früchte der Einsamkeit. Reflexionen und Maximen über die Kunst der Lebensführung. Aus dem Englischen von Joachim Kalka (Orig.: Fruits of Solitude, London 1726). Cotta, Stuttgart, 2018, ISBN 978-3-7681-9903-2.
- mit Andreas Oberdorf (Hrsg.): Katholische Aufklärung in Europa und Nordamerika (Das achtzehnte Jahrhundert. Supplementa, Bd. 25). Wallstein Verlag, Göttingen 2019, ISBN 978-3-8353-3493-9.
- mit Hanno Schmitt (Hrsg.): Johann August Ephraim Goeze: Mit der Postkutsche durch die Mark Brandenburg nach Reckahn. Eine kleine Reisebeschreibung zum Vergnügen der Jugend aus dem Jahr 1784 (Presse und Geschichte – Neue Beiträge, Bd. 136; Philanthropismus und populäre Aufklärung – Studien und Dokumente, Bd. 18). Edition Lumière, Bremen 2019, ISBN 978-3-948077099.
- mit Stefanie Stockhorst und Penelope J. Corfield (Hrsg.): Human-Animal Interactions in the Eighteenth Century. From Pests and Predators to Pets, Poems and Philosophy (Internationale Forschungen zur Allgemeinen und Vergleichenden Literaturwissenschaft, Bd. 207). Brill, Leiden/Boston 2022, ISBN 978-90-04-44872-8.
- als Hrsg., mit Vorwort: John Locke. Einige Gedanken über Erziehung. Aus dem Engl. übers. v. Joachim Kalka. Klett-Cotta, Stuttgart 2022, ISBN 978-3-608-98633-4.
- Im Lichtkleid zum Lebensglück : nackt und frei ; die Fkk-Kultur und ihre Anfänge im Zeitalter der Aufklärung
- mit Sabine Happ: Gründung und Aufbau der Universität Münster, 1773–1818. Zwischen katholischer Aufklärung, französischen Experimenten und preußischem Neuanfang. Aschendorff, Münster 2022, ISBN 978-3-402-15901-9.